# Auriat
Auriat är en kommun i departementet Creuse i regionen Nouvelle-Aquitaine i de centrala delarna av Frankrike. Kommunen ligger i kantonen Bourganeuf som tillhör arrondissementet Guéret. År 2022 hade Auriat 116 invånare.

## Befolkningsutveckling
Antalet invånare i kommunen Auriat
Referens:INSEE